# Корсун Анатолій Миколайович
Анатолій Миколайович Корсун (рос. Анатолий Николаевич Корсун) (19 жовтня 1947) — російський дипломат. Генеральний консул Російської Федерації в Харкові (Україна) (2001–2004).

## Біографія
Народився 19 жовтня 1947 році. У 1972 році закінчив Харківський політехнічний інститут. Дипломатичну академію МЗС СРСР (1986).
У 1986–1991 рр. — Співробітник Посольства СРСР в Лівії.
У 1994–1998 рр. — Генеральний консул Росії в білоруському місті Брест.
У 2001–2004 рр. — Генеральний консул Російської Федерації в українському місті Харків.
У 2004–2005 рр. — Радник-посланник Посольства Росії в Україні.
У 2005–2008 рр. — Заступник директора Департаменту кадрів Міністерства іноземних справ РФ.
З 29 лютого 2008 по 6 серпня 2014 рр. — Надзвичайний і Повноважний Посол Росії в Ботсвані.

## Дипломатичний ранг
- Надзвичайний і Повноважний Посол (2012)[3].